# Paul Zumthor
Paul Zumthor   (Ginebra, 5 d'agost de 1915 - Montreal, 11 de gener de 1995) fou un medievalista, lingüista i historiador de la literatura suís. També publicà obres de creació literària.

## Vida
Paul Zumthor nasqué a Ginebra però s'educà a París, on estudià amb Gustave Cohen, tot i que tornà a Suïssa el 1936 i allà defensà la seva tesi doctoral a la Universitat de Ginebra el 1943 (Merlin le prophète. Un thème de la littérature polémique, de l'historiographie et des romans i la tesi complementària Victor Hugo, poète de Satan). La seva carrera acadèmica el dugué a ser lector de francès a Halle (abans del doctorat), ajudant de Walther von Wartburg a Basilea (on col·laborà en el Französisches Etymologisches Wörterbuch), professor a Groninga (1948), Amsterdam (1952), Paris-Vincennes (1968) i, finalment, el 1971, passant per Yale, a Montreal, on desenvolupà el programa de literatura comparada i on arribà a la jubilació el 1980. A Écriture et nomadisme parla de la seva carrera acadèmica itinerant.
Zumthor fou nomenat Cavaller de l'Ordre Nacional del Québec (1992), fou doctor honoris causa per les universitats de Laval (Québec) i París X - Nanterre. Per la seva obra literària rebé el premi de novel·la Charles Veillon per Le Puits de Babel (a Suïssa, 1970) i el premi Québec-Paris per La traversée (1991).
A la Universitat de Montréal es va crear el 1998, a iniciativa de Marie-Louise Ollier, la seva vídua, el Fonds Paul Zumthor, que té com a finalitat la promoció dels estudis literaris. A la seva web s'hi pot trobar també una autobiografia de Paul Zumthor i una bibliografia.

## Vida científica
Paul Zumthor fou un medievalista reconegut; les seves publicacions giren al voltant dels temes de l'oralitat i la poesia en la literatura medieval. Entre les seves obres més conegudes i traduïdes hi ha l'Essai de poétique médiévale (1972). També publicà biografies de personatges medievals (Carles el Calb, Guillem el Conqueridor) i, a més de l'obra de caràcter acadèmic, fou un autor de creació literària tant en poesia com en prosa.

### Contribucions al concepte de performance i d'oralitat
L'època medieval es caracteritza entre altres coses per un comunicació oral de la poesia. Paul Zumthor diu que la realització és precisament el fet pel qual una comunicació oral transmet allò poètic. En aquest fet, la poesia pren un rol i una identitat social percebuda pels receptors, i que aquests, al mateix temps, li atorguen. La poesia és clarament, per a Zumthor, un vehicle expressiu d'emocions i sentiments de l'ésser humà. La paraula, element clau de la poesia i característica principal diferencial de l'ésser humà, és aquella que transmet aquestes emocions a un públic receptor, dins d'un context social i històric. Zumthor parla de la poesia oral, aquella que a través de la paraula dona a conèixer el pensament humà.
El concepte d'“obra” per a Zumthor va més enllà d'un simple poema escrit. L'obra per a Zumthor és un conjunt de factors que es comuniquen a la vegada, i que van des de les paraules que reciten la poesia, efectes sonors, visuals, contextuals… Aquest conjunt de factors de la realització de la poesia oral és el que Zumthor anomena performance. La lingüística, segons Zumthor, contribueix a l'obra donant-li elements que constitueixen a la cultura oral i la seva estètica. El ritme, de la mateixa manera, és sempre present en la realització.
Així doncs, segons Zumthor, tan important és l'autor de la poesia com el seu intèrpret, aquell que la transmet oralment. Això és degut al fet que l'obra, la realització no només depèn de l'organització de les paraules sinó també de com es diuen, de l'expressió corporal de l'interpret, del ritme i de la intensitat de plaer que els receptors tenen durant aquesta transmissió de la realització. L'intèrpret doncs, pot modificar el significat de l'organització inicial de les paraules de la poesia.
Tal com diu Zumthor, tota obra té una història que es redueix als processos de producció, transmissió, recepció, conservació i repetició. Zumthor descriu que la realització és aquella que conté en el mateix moment transmissió i recepció. La poesia improvisada contindria la producció dins de la mateixa realització. La obra en si es dona només a través del moment de la realització, a partir de la veu (oralitat) i de tota la resta d'elements físics.
En l'època medieval, la poesia, segons Zumthor, depèn entre dos tipus d'oralitat. L'oralitat mixta, i l'oralitat segona. La mixta segons Zumthor (1991, p. 25) és aquella que “procede de la existencia de una cultura escrita (en el sentido de “poseedora de una escritura”) i la segona procedeix en canvi d'“una cultura “letrada” (en la que toda expresión está marxada en mayor o menor medida por la presencia del escrito).”

### La performance del joglar
El paper de com l'actor, el joglar, deia el text poètic té una influència directa sobre el mateix text literari. Aquesta actuació, performance segons la terminologia de Paul Zumthor(1915-1995), filòleg i reconegut medievalista, representa una transmissió del missatge poètic lligada amb la interpretació de l'oient i converteix aquest acte en un objecte poètic que adquireix identitat social. És interessant notar que dins dels canvis produïts al voltant del segle xiii (veure El segle xii, punt d'inflexió a l'Europa medieval) el paper de joglar l'interpreten persones de baixa condició social.
D'acord amb Jordi Cerdà
"És l'acció vocal en virtut de la qual el text poètic es transmet als destinataris. La transmissió de boca a oïda opera literalment damunt del text, el configura. La performance, doncs, converteix la comunicació oral en objecte poètic i li confereix la identitat social que fa que es reconegui com a tal".
També comenta Paul Zumthor que tota la creació literària dels segles X al XIV va tenir aquesta fase de transició oral amb la seva performance corresponent. La performance ens diu, són paraules, sons, ritmes, i efectes visuals. I els factors que la configuren: el temps, el lloc, les circumstàncies, el context històric i els actors.
El joglar memoritzava els textos, i al moment de comunicar oralment amb l'auditori, els adaptava segon el context per la major comprensió dels presents. I la performance, escenificació, to de la veu, intenció, de fet representació, era el mitjà.
La performance té un paper cabdal en la poesia medieval, ja que implica tant la transmissió com la recepció, i inclús la producció en el cas d'obres improvisades.
Segons Zumthor, la transmissió oral era una de les finalitats de l'obra des del moment de la seva creació. Per mitjà de la performance es transmetia el text al públic, però el mateix acte de la transmissió modificava l'obra, ja que aquesta s'adaptava als efectes sonors, el que implica la performance esdevenia un factor constitutiu de la forma de la mateixa obra. Per aquest motiu, Zumthor diferència entre la superfície lingüística i la forma de les obres poètiques medievals. La forma inclou la superfície lingüística a més de tots els elements de la performance, des del decorat fins a la mateixa respiració del joglar.

## Obres

### Obra acadèmica
- Merlin le prophète. Un thème de la littérature polémique, de l'historiographie et des romans (1943)
- Victor Hugo, poète de Satan (1946)
- Saint Bernard de Clairvaux (1947) amb Albert Béguin
- Positions actuelles de la linguistique et de l'histoire littéraire (1948)
- Lettres de Héloïse et Abélard (1950) editor
- Abréviations composées (1951)
- L'"Inventio" dans la poésie française archaïque (1952)
- Miroirs de l'Amour. Tragédie et Préciosité (1952)
- Histoire littéraire de la France médiévale (VIe-XIVe siècles) (1954)
- Charles le Chauve (1957)
- Précis de syntaxe du francais contemporain (1958) amb Walther von Wartburg
- La vie quotidienne en Hollande au temps de Rembrandt (1960)
- Langue et techniques poétiques à l'époque romane (XIe - XIIIe siècles) (1963)
- Un prêtre montheysan et le sac de Liège en 1468. 'La Complainte de la Cité de Liège', poème inédit (1963) editor, amb Willem Nooman
- Guillaume le Conquérant et la civilisation de son temps (1964)
- Roman et Gothique: deux aspects de la poésie médiévale (1966)
- Essai de poétique médiévale (1972)
- Langue, texte, énigme (1975)
- Anthologie des grands rhétoriqueurs (1978) editor
- La Masque et la lumière (1978)
- Parler du Moyen âge (1980)
- Introduction à la poésie orale (1983)
- La Poésie et la Voix dans la civilisation médiévale (1984)
- Jeux de mémoire: aspects de la mnémotechnie médiévale (1986) amb Bruno Roy
- La Lettre et la Voix (1987)
- Écriture et nomadisme: entretiens et essais (1990)
- La mesure du monde (1993)
- Babel ou l'inachèvement (1997)

### Obra de creació
- La griffe, Paris (1957) novel·la
- Les Hautes Eaux (1958) novel·la
- Les Contrebandiers (1962) volum de contes
- Le puits de Babel (1969) novel·la
- Midi le Juste (1986) poemari
- La Fête des fous (1987) novel·la
- Point de fuite (1989) poemari
- La Traversée (1991) novel·la
- Fin en Soi (1996) poemari
- La Porte à côté (1994)

### Volums en homenatge o memòria
- Le Nombre du temps. En hommage à Paul Zumthor, Paris, Champion, 1988
- Giuseppe Di Stefano / Rose M. Bidler (editors), La Grande rhétorique. Hommage à la mémoire de Paul Zumthor. Actes du colloque international de l'Université McGill, Montréal, 5-6 octobre 1992, Montréal, Éditions Ceres, 1995
- Jacqueline Cerquiglini-Toulet / Christopher Lucken (editors), Paul Zumthor ou l'invention permanente. Critique, histoire, poésie, Ginebra, Droz, 1998

### Necrologies
- Lorenzo Renzi., Paul Zumthor, Medioevo romanzo 19 (1994), p. 361–365
- Wladimir Krysinski, Paul Zumthor, Canadian Review of Comparative Literature = Revue canadienne de littérature comparée, 23 (1996), p. 261–264